# N215 (België)
De N215 is een gewestweg in het Belgische gewest van Brussel en verbindt de N8 met de N6 via de Mariemontkaai en Demetskaai. De totale lengte van de weg bedraagt ongeveer 2 kilometer.